# Blason de Vaucluse
 (juillet 2008).
Si vous disposez d'ouvrages ou d'articles de référence ou si vous connaissez des sites web de qualité traitant du thème abordé ici, merci de compléter l'article en donnant les références utiles à sa vérifiabilité et en les liant à la section « Notes et références ».
| Blason | Blasonnement : Commentaires : Écartelé : au premier de gueules aux clefs de saint Pierre passées en sautoir, l'une d'or et l'autre d'argent, au deuxième d'azur à la fleur de lys d'or surmontée d'un lambel de gueules, au troisième d'azur à la branche d'oranger fruitée de trois pièces d'or, tigée et feuillée de sinople, au chef d'or chargé d'un huchet d'azur embouché, virolé et enguiché de gueules, au quatrième aussi de gueules aux trois clefs d'or posées en fasce et rangées en pal. |

## Description
Le blason de Vaucluse est le reflet de l'histoire du département. Il se compose des armoiries des territoires à partir desquels il fut constitué : 
- le comtat Venaissin (avec les clés de saint Pierre, l'une en or, symbole du pouvoir sacerdotal, l'autre en argent symbole du pouvoir temporel),
- la Provence (avec une fleur de lys d'or sur azur, emblème de la royauté),
- Orange (avec un cornet adopté au XIIe siècle par les princes de la maison des Baux, en hommage au personnage légendaire le comte Guillaume au Court Nez, un des compagnons de Charlemagne, célébré dans les chansons de geste du Moyen Âge.
- Avignon (avec ses trois clefs, l'une symbole de la seigneurie autonome qu'elle fut avant d'être acquise en 1348 par le pape Clément VI, d'où les deux autres clefs, symbole du pouvoir pontifical).